# 24 января
24 января — 24-й день года  по григорианскому календарю.
До конца года остаётся 341 день (342 дня в високосные годы).
До 15 октября 1582 года — 24 января по юлианскому календарю, с 15 октября 1582 года — 24 января по григорианскому календарю.
В XX и XXI веках соответствует 11 января по юлианскому календарю.

## Праздники и памятные дни
См. также: Категория:Праздники 24 января

### Международные
- ООН — Международный день образования[2].

### Религиозные
Католицизм
 — Память святого Франциска Сальского.
 Православие
 — Память преподобного Феодосия Великого, общих житий начальника (529);
 — память преподобного Михаила Клопского, Новгородского (ок. 1453—1456);
 — память преподобного Димитрия Цилибинского;
 — память священномучеников Николая Мациевского, Феодора Антипина, Владимира Фокина, пресвитеров (1919);
 — память преподобного Феодосия Антиохийского (ок. 412);
 — память священноисповедника Владимира Хираско, пресвитера (1932);
 — празднование в честь Елецкой иконы Божией Матери (1060).

### Именины
- Католические: Франциск.
- Православные: Агапий, Виталий, Владимир, Иосиф, Маир, Михаил, Николай, Пахомий, Ромил, Стефан, Терентий, Федосей, Фёдор.

## События
См. также: Категория:События 24 января

### До XX века
- 41 — заговор против Калигулы, окончившийся убийством императора Римской империи и его семьи и воцарением Клавдия.
- 1597 — битва при Тюрнхауте между англо-голландскими войсками под командованием Морица Оранского и испанской армией графа де Вара.
- 1720 — Пётр I утвердил Морской устав Российской империи.
- 1895 — первая официально задокументированная высадка человека на Антарктическом континенте.

### XX век
- 1915 — морское сражение у Доггер-банки во время Первой мировой войны между германской и британской эскадрами.
- 1919 — за подписью Я. Свердлова вышла директива Оргбюро ЦК РКП(б) о борьбе с казачеством, которая открыла массовый красный террор большевиков против казаков и их семей во время Гражданской войны.
- 1924 — в Шамони открылись первые зимние Олимпийские игры.
- 1931 — в Москве основан театр «Ромэн», самый старый из ныне действующих цыганских театров.
- 1935 — в Ричмонде (США) поступила в продажу первая партия баночного пива под названием «Сливочный эль Крюгера» («Krueger Cream Ale»).
- 1939 — землетрясение в Чили магнитудой 8.3, около 28 000 погибших.
- 1944 — Вторая мировая война: началась Корсунь-Шевченковская операция.
- 1961 — авиакатастрофа бомбардировщика B-52G с двумя ядерными бомбами.
- 1966 — катастрофа индийского Boeing 707 на горе Монблан, погибли 117 человек.
- 1973 — в ответном матче первого в истории футбольного Суперкубка Европы «Аякс» в Амстердаме обыграл «Рейнджерс» и стал обладателем трофея.
- 1977 — террористическая атака испанских ультраправых на улице Аточа в Мадриде, в ходе которой погибло пять левых юристов профобъединения «Рабочие комиссии».
- 1984 — выпущен первый персональный компьютер Apple Macintosh.
- 1988 — катастрофа Як-40 под Нижневартовском, погибли 27 человек.

### XXI век
- 2006 — из Космического центра Танэгасима с помощью ракеты-носителя H-IIA запущен спутник ДЗЗ ALOS.
- 2011 — теракт в аэропорту Домодедово, 37 погибших.
- 2015 — обстрел микрорайона «Восточный» в Мариуполе.
- 2020
  - Премьер-министр Великобритании Борис Джонсон подписал соглашение об условиях выхода страны из Евросоюза.
  - Землетрясение в турецкой провинции Элязыг магнитудой 6,7.
- 2024 — катастрофа Ил-76 в Белгородской области.
- 2025 — Всеобщая забастовка в Сербии

## Родились
См. также: Категория:Родившиеся 24 января

### До XVIII века
- 76 — Адриан (Публий Элий Траян Адриан; ум. 138), император Римской империи (117—138).
- 1544 — Гиллис ван Конингсло (ум. 1607), пейзажист нидерландской школы.
- 1670 — Уильям Конгрив (ум. 1729), драматург эпохи классицизма, прозванный «английским Мольером».
- 1679 — Христиан фон Вольф (ум. 1754), немецкий философ, математик, учёный-энциклопедист.

### XVIII век
- 1705 — Фаринелли (наст. имя Карло Броски; ум. 1782), итальянский певец-кастрат, мастер бельканто.
- 1712 — Фридрих II Великий (ум. 1786), король Пруссии (1740—1786).
- 1732 — Пьер Бомарше (ум. 1799), французский комедиограф, публицист.
- 1746 — Густав III (ум. 1792), король Швеции (с 1771).
- 1763 — Александр Ланжерон (ум. 1831), российский военачальник французского происхождения, в 1815—1822 годах генерал-губернатор Новороссии и Бессарабии.
- 1776 — Эрнст Теодор Вильгельм Амадей Гофман (ум. 1822), немецкий писатель, композитор, художник.
- 1779 — Елизавета Алексеевна (при рожд. Луиза Мария Августа Баденская; ум. 1826), супруга российского императора Александра I.

### XIX век
- 1848 — Василий Суриков (ум. 1916), русский художник, исторический живописец, член «Товарищества передвижников» и «Союза русских художников».
- 1850 — Герман Эббингауз (ум. 1909), немецкий психолог-экспериментатор.
- 1862 — Эдит Уортон (ум. 1937), американская писательница, первая женщина, удостоенная Пулитцеровской премии (1921).
- 1872
  - Юлий Айхенвальд (ум. 1928), российский литературный критик.
  - Константин Богаевский (ум. 1943), русский советский художник-пейзажист.
  - Глеб Кржижановский (ум. 1959), советский государственный и партийный деятель, учёный-энергетик, экономист, вице-президент Академии наук СССР (1929—1939).
- 1873 — Дмитрий Ушаков (ум. 1942), русский филолог, составитель «Толкового словаря русского языка».
- 1874 — Татьяна Щепкина-Куперник (ум. 1952), русская советская писательница, драматург, поэтесса и переводчик.
- 1886 — Генри Кинг (ум. 1982), американский киноактёр, кинорежиссёр, лауреат премии «Золотой глобус».
- 1887 — Владимир Щербачёв (ум. 1952), русский советский композитор, педагог.
- 1888
  - Леонид Гроссман (ум. 1965), российский и советский литературовед, писатель.
  - Эрнст Хейнкель (ум. 1958), немецкий авиаконструктор, основатель фирмы Heinkel.
- 1891 — Вальтер Модель (покончил с собой в 1945), немецкий фельдмаршал, командующий группами армий «Центр» и «Север».
- 1892 — Аркадий Шевцов (ум. 1953), советский конструктор авиадвигателей, генерал-лейтенант инженерно-авиационной службы, Герой Социалистического Труда.
- 1893 — Виктор Шкловский (ум. 1984), русский советский писатель, литературовед, критик, киновед, сценарист.

### XX век
- 1901 — Михаил Ромм (ум. 1971), режиссёр кино и театра, сценарист, педагог, народный артист СССР.
- 1908 — Пётр Тур (настоящая фамилия Рыжей; ум. 1978), советский сценарист и драматург.
- 1910 — Андрей Тутышкин (ум. 1971), актёр и режиссёр театра и кино, заслуженный артист РСФСР.
- 1920 — Джимми Форрест[англ.] (ум. 1980), американский джазовый музыкант, тенор-саксофонист.
- 1936 — Роман Филиппов (ум. 1992), актёр театра и кино, народный артист РСФСР.
- 1941
  - Эвальд Аавик (ум. 2024), эстонский актёр театра и кино.
  - Нил Даймонд, американский певец, автор песен, актёр.
- 1942
  - Валерий Ободзинский (ум. 1997), советский и российский эстрадный певец (тенор).
  - Людмила Савельева, актриса театра и кино, народная артистка РСФСР.
- 1943 — Шэрон Тейт (убита в 1969), американская актриса кино и телевидения,
- 1944
  - Дэвид Герролд, американский писатель-фантаст, сценарист.
  - Джан-Франко Каспер (ум. 2021), швейцарский спортивный функционер, президент ФИС (1998—2021).
  - Клаус Номи (урожд. Шпербер; ум. 1983), американский певец немецкого происхождения, одна из первых жертв СПИДа.
- 1949 — Джон Белуши (ум. 1982), американский комедийный актёр, певец.
- 1950 — Даниэль Отёй, французский актёр театра и кино, призёр Каннского кинофестиваля, лауреат премий «Сезар» и BAFTA.
- 1952 — Евгений Леонов-Гладышев, советский и российский актёр театра и кино, кинорежиссёр, народный артист РФ.
- 1953 — Юрий Башмет, альтист, дирижёр, педагог, народный артист СССР.
- 1958 — Алексей Белов, советский и российский гитарист, автор песен, лидер рок-группы «Парк Горького».
- 1961
  - Гвидо Бухвальд, немецкий футболист, чемпион мира (1990), двукратный призёр чемпионатов Европы.
  - Настасья Кински (урожд. Накшиньски), немецкая актриса кино и телевидения, лауреат премии «Золотой глобус».
  - Ирина Шмелёва, советская и российская актриса, заслуженная артистка России.
- 1964 — Стефано Чериони, итальянский фехтовальщик на рапирах, двукратный олимпийский чемпион.
- 1966 — Жюли Дрейфус, французская киноактриса.
- 1967 
  - Андрей Белянин, российский писатель-прозаик и поэт, пишущий в жанре фэнтези.
  - Виктор Ренейский, советский, белорусский и молдавский гребец на каноэ, двукратный олимпийский чемпион
- 1968 — Михаэль Киске, немецкий музыкант, экс-вокалист метал-группы «Helloween».
- 1974 — Эд Хелмс, американский актёр кино и телевидения.
- 1977
  - Андрия Герич, сербский волейболист, олимпийский чемпион (2000).
  - Мэн Гуаньлян, китайский гребец на каноэ, двукратный олимпийский чемпион.
- 1978
  - Екатерина Климова, российская актриса театра и кино, исполнительница романсов.
  - Гюзель Манюрова, российская и казахстанская спортсменка, трёхкратный призёр Олимпийских игр по вольной борьбе.
- 1981 — Кэрри Кун, американская актриса кино и телевидения.
- 1985 — Фабиана Клаудино, бразильская волейболистка, двукратная олимпийская чемпионка.
- 1986 — Миша Бартон, англо-американская актриса и модель.
- 1987
  - Луис Суарес, уругвайский футболист, лучший бомбардир в истории национальной сборной.
  - Уэйн Хеннесси, валлийский футболист, вратарь.
- 1988 — Джон-Джон Домен, бельгийский игрок в хоккей на траве, олимпийский чемпион и чемпион мира.
- 1989 — Гун Лицзяо, китайская толкательница ядра, олимпийская чемпионка (2020).
- 1990 — Рёсукэ Ириэ, японский пловец, трёхкратный призёр Олимпийских игр.
- 1991
  - Жан Беленюк, украинский борец греко-римского стиля, олимпийский чемпион (2020), депутат Верховной рады.
  - Зе Луиш, кабо-вердианский футболист.
  - Ли Сюэжуй, китайская спортсменка, олимпийская чемпионка по бадминтону (2012).
- 1997 — Хейли Дафф, шотландская кёрлингистка, олимпийская чемпионка.

### XXI век
- 2003 — Джонни Орландо, канадский певец и автор песен.

## Скончались
См. также: Категория:Умершие 24 января

### До XIX века
- 41 — убиты:
  - Калигула (или Гай Юлий Германик; р. 12), римский император (37—41);
  - Милония Цезония (р. ок. 5), 4-я жена Калигулы.
  - Юлия Друзилла (р. ок. 39), дочь Калигулы и Милонии Цезонии.
- 1791 — Этьенн Морис Фальконе (р. 1716), французский скульптор, автор «Медного всадника» в Санкт-Петербурге.

### XIX век
- 1848 — покончил с собой Гораций Хорас Уэллс (р. 1819), американский врач-стоматолог, первым использовавший анестезию во время операции.
- 1851 — Гаспаре Спонтини (р. 1774), итальянский композитор, один из основоположников жанра большой оперы.
- 1852 — Ян Коллар (р. 1793), словацкий лютеранский священник, политик и поэт, философ.
- 1855 — Александр Витберг (р. 1787), российский художник и архитектор.
- 1867 — Николай Греч (р. 1787), русский писатель, филолог, издатель, редактор.
- 1873 — князь Михаил Оболенский (р. 1806), русский историк-архивист.
- 1883 — Фридрих фон Флотов (р. 1812), немецкий оперный композитор.
- 1886 — Илья Ульянов (р. 1831), русский педагог, директор народных училищ Среднего Поволжья, отец В. И. Ленина.

### XX век
- 1915 — Артур Ауверс (р. 1838), немецкий астроном, составитель первого каталога звёзд.
- 1919 — расстрелян великий князь Николай Михайлович (р. 1859), российский генерал от инфантерии, лепидоптеролог и историк, внук императора Николая I.
- 1920 — Амедео Модильяни (р. 1884), итальянский художник и скульптор.
- 1924 — Михаил Родзянко (р. 1859), 5-й председатель Государственной думы Российской империи, глава партии октябристов.
- 1940 — Иван Родионов (р. 1866), русский писатель, политик и общественный деятель, участник Белого движения, эмигрант.
- 1955 — Монте Бевилле (р. 1875), американский бейсболист.
- 1960 — Михаил Малинин (р. 1899), советский военачальник, генерал армии, Герой Советского Союза.
- 1965
  - Николай Лосский (р. 1870), русский религиозный философ.
  - Уинстон Черчилль (р. 1874), премьер-министр Великобритании (1940—1945 и 1951—1955), лауреат Нобелевской премии по литературе (1953).
- 1971
  - Владимир Владомирский (р. 1893), белорусский актёр театра и кино, народный артист СССР.
  - Билл Уилсон (р. 1895), один из создателей первого сообщества Анонимных алкоголиков.
- 1980 — Станислав Нейгауз (р. 1927), пианист, педагог, народный артист РСФСР.
- 1983
  - Йохан Грёттумсбротен (р. 1899), норвежский двоеборец и лыжник, трёхкратный чемпион мира и олимпийских игр.
  - Джордж Кьюкор (р. 1899), американский кинорежиссёр и сценарист.
- 1986 — Лафайет Рон Хаббард (р. 1911), американский писатель-фантаст, основатель саентологии.
- 1989
  - казнён Тед Банди (р. 1946), американский серийный убийца, маньяк.
  - Саша Путря (р. 1977), советская художница-вундеркинд, за свою короткую жизнь создавшая 2279 работ.
- 1993 — Густав Эрнесакс (р. 1908), эстонский хоровой дирижёр, композитор, педагог, публицист, народный артист СССР.
- 1996 — Юрий Левитанский (р. 1922), русский поэт и переводчик.
- 1997 — Владимир Соколов (р. 1928), русский советский поэт, эссеист, переводчик.
- 1999
  - Елена Добронравова (р. 1932), актриса театра и кино, заслуженная артистка РСФСР.
  - митрополит Леонтий (в миру Леонид Бондарь; р. 1913), епископ Русской церкви, митрополит Оренбургский и Бузулукский.
- 2000
  - Лев Перфилов (р. 1933), советский и украинский актёр театра и кино, мастер эпизода.
  - Татьяна Самусенко (р. 1938), советская фехтовальщица на рапирах, трёхкратная олимпийская чемпионка.

### XXI век
- 2003 — Джанни Аньелли (р. 1921), итальянский промышленник, главный акционер и исполнительный директор FIAT (с 1966).
- 2004 — Леонидас Да Силва (р. 1913), бразильский футболист, бронзовый призёр чемпионата мира (1938).
- 2006 — Крис Пенн (р. 1965), американский актёр.
- 2007 — Александр Андрюшков (р. 1947), советский и российский космонавт-исследователь.
- 2009 — Мари Глори (урожд. Раймон Луиз Марселль Тулли; р. 1905), французская киноактриса.
- 2011 — погибла Анна Яблонская (р. 1981), украинская поэтесса, драматург, прозаик, публицист.
- 2012 — Тео Ангелопулос (р. 1935), греческий кинорежиссёр, сценарист и продюсер.
- 2015 — Отто Кариус (р. 1922), немецкий танкист-ас времён Второй мировой войны.
- 2016 — Марвин Ли Минский (р. 1927), американский учёный в области искусственного интеллекта.
- 2018 — Марк Эдвард Смит (р. 1957), британский поэт и вокалист, автор песен, лидер постпанк-группы «The Fall».
- 2020 — Хорст Майер (р. 1941), западногерманский гребец (академическая гребля), олимпийский чемпион (1968).
- 2021
  - Джордж Армстронг (р. 1930), канадский хоккеист, хоккейный скаут и тренер.
  - Брюс Кирби (наст. имя Джованни Бруно Квидачолу; р. 1925), американский актёр кино и телевидения.
  - Гуннель Линдблум (р. 1931), шведская актриса, режиссёр театра и кино.
- 2022 — Сильвестр Чоллань (р. 1970), венгерский гимнаст, олимпийский чемпион (2000).
- 2024 — Вероника Круглова (р. 1940), советская эстрадная певица. Была замужем за Иосифом Кобзоном и Вадимом Мулерманом.

## Народный календарь, приметы и фольклор Руси
Феодосий или Федосей Весняк.
- Коли на Феодосия тепло, то весна будет ранней, но дождливой[4].
- Оттепель сулит затяжную весну.
- Стужа — к позднему и трудному посеву яровых хлебов[5].